# ولکان (میزوری)
ولکان (به انگلیسی: Vulcan) یک منطقهٔ مسکونی در ایالات متحده آمریکا است که در میزوری واقع شده‌است. ولکان ۱۶۸٫۸۶ متر بالاتر از سطح دریا واقع شده‌است.